# Multicut
Multicut A/S er en dansk maskinfabrik, der producerer CNC-bearbejdede varer som underleverandør til metalindustrien. Virksomheden har hovedkvarter og fabrik i Vildbjerg med ca. 200 ansatte, endvidere har de en afdeling i USA. De omsatte metalvarer for 473 mio. kr. (2024). Multicut blev etableret af Lars Rasmussen i 1998.